# تاريخ علم الطحالب
تاريخ علم الطحالب هو تاريخ الدراسة العلمية  للطحالب. اهتمام الإنسان  بالنباتات كغذاء يعود إلى أصول الأنواع ومعرفة الطحالب يمكن أن ترجع إلى أكثر من ألفي سنة. ولكن فقط في آخر ثلاثمائة سنة تحولت تلك المعرفة إلى علم سريع التطور.

## العصور القديمة
دراسة علم النبات يعود إلى ما قبل التاريخ حيث كانت النباتات غذاء للناس منذ بداية الجنس البشري. المحاولات الأولى لزراعة النباتات يعتقد أنها تمت في حدود 10,000 قبل الميلاد في آسيا الغربية (مورتون، 1981) وأول الإشارات إلى الطحالب يمكن العثور عليها في  الأدب الصيني القديم. السجلات التي تعود إلى 3000 قبل الميلاد تشير إلى أن الطحالب كانت تستخدم من قبل إمبراطور الصين كطعام. استخدام البورفيرا في الصين يعود إلى ما لا يقل عن 44-533 ميلاديا. هناك أيضا إشارات في الأدب اليوناني والأدب الروماني. الكلمة اليونانية للطحالب هي «فيكوس» بينما في العصور  الرومانية أصبح الاسم فوقس. هناك أيضا إشارات مبكرة على استخدام الطحالب كسماد. أول الطحالب المرجانية التي يعترف بها ككائن حي كانت الكورالينا من قبل بليني الأكبر في القرن الأول الميلادي.
تصنيف النباتات عانى العديد من التغييرات منذ أن صنفهم   ثيوفراستوس (372-287 قبل الميلاد.) وأرسطو (384-322 قبل الميلاد) إلى «أشجار» و«شجيرات» و«أعشاب».
لا نعرف عن علم النبات خلال العصور الوسطى غير القليل حيث كانت عصورا مظلمة لعلم النبات.
تطور دراسة علم الطحالب يعمل في نمط مماثل مع المجالات البيولوجية الموازية الأخرى ولكن بمعدل مختلف. بعد اختراع الطباعة في القرن الخامس عشر (مع نشر أول كتاب مطبوع: الكتاب المقدس من جوتينبرغ 1488)  التعليم مكن الناس من القراءة والمعرفة من الانتشار.

### اكتشاف العالم وتقدم المعرفة
التقارير المكتوبة عن الطحالب من جنوب أفريقيا قدمت من قبل المستكشفين البرتغاليين من القرنين الخامس عشر والسادس عشر، ومع ذلك فإنه ليس من الواضح إلى أي الأنواع كانت الإشارة.

## القرن السابع عشر
في القرن السابع عشر كان هناك صحوة كبيرة من الاهتمام العلمي في جميع أنحاء أوروبا، وبعد اختراع الطباعة تم نشر العديد من الكتب في علم النبات. كان من بينها أعمال جون راي الذي كتب في 1660 كتاب: (Catalogus Plantarum)، والذي بدأ عهدا جديدا في دراسة علم النبات. جون راي «أثر في كل من نظرية وممارسة علم النبات بطريقة أكثر حسما من أي شخص آخر في النصف الأخير من القرن السابع عشر».
ومع ذلك لم يتحقق أي تقدم يذكر في الدراسة العلمية للطحالب حتى اختراع المجهر في حوالي عامي 1600. قام  انطون فان ليفينهوك (1632-1723) باكتشاف  البكتيريا ورأى هيكل الخلية النباتية. لمحاته الغير منتظمة عن هيكل النبات والذي قدمه إلى  الجمعية الملكية بين 1678 ووفاته في عام 1723، لم تنتج أي تقدم ملموس.
باكتشاف المغامرين للعالم تم اكتشاف المزيد من الأنواع من كل الحيوانات والنباتات، مما استدعي جهودا لتنظيم هذه المعرفة المتراكمة وبسرعة.
أول نبات بحري أسترالي يتم تسجيله بالطباعة تم جمعه من خليج القرش في ساحل أستراليا الغربي من قبل وليام دامبير الذي وصف العديد من الأنواع الجديدة من الحياة البرية الأسترالية في القرن السابع عشر.

## القرن الثامن عشر

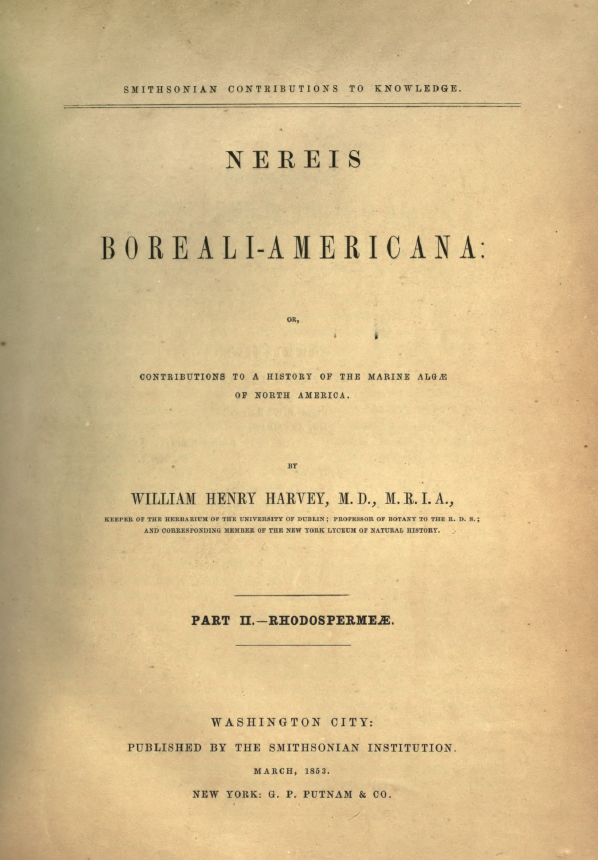
غلاف كتاب وليام هارفي Nereis Boreali Americana

قبل كارل فون ليني (1707-1778) كان للحيوانات والنباتات أسماء، ولكنه قام بترتيب الأسماء ووضع نباتات كوكب  الأرض في مجموعات وفي نوع من النظام. كان  كارولوس لينيوس (كارل فون ليني)  عالم نبات سويدي، ابن راعي الكنيسة اللوثرية، كما كان طبيبا وعالما للحيوان. قام بوضع الأسس البيولوجية الحديثة للنظاميات والتسميات في كتابه Species Plantarum في عام 1753. اعتمد وعمل على انتشار نظام تسمية ذي  حدين (أو نظام تسمية ثنائي) باستخدام اسم للتعبير عن اسم  الجنس والاسم الثاني للتعبير عن اسم  النوع وكلاهما باللغة اللاتينية. هذا الاسم المحدد الذي يشير إليه بالإسم المبتذل (nomen triviale) والذي يتكون من كلمة واحدة، عادة صفة لاتينية، ولكن أي كلمة واحدة تكفي لتحديد نوع معين، ولكن ليس من المقصود منها أن تقوم بوصفه. طور كارل نظاما متماسكا لتسمية الكائنات الحية وتقسيم المملكة النباتية إلى 25 طبقة حيث واحدة منها وهي الكريبتوجاميا تشمل جميع النباتات مع أعضاء تناسلية مخفية. قسم كارل الكريبتوجاميا إلى أربع مراتب: السراخس،  النباتات الحزازية، الطحالب -التي شملت الأشنيات والنباتات الكبدية- و الفطريات.
دراسة الأعضاء التناسلية كانت قد بدأت بالفعل. في عام 1711،  قدم  رينيه أنطوان دي ريومور شرحا عن الفوقس الذي أشار فيه إلى هذين النوعين من الفتحات الخارجية في النبتة: الكريبتوستروماتا الغير جنسية (تجاويف سطحية عقيمة) والحوافظ التناسلية (تجاويف خصبة، مغمورة ولكن مع فتحة سطحية) التي تحتوي على الأعضاء الجنسية والتي اعتقد أنها كانت زهورا أنثوية. مع استخدام عدسة مكبرة كان قادرا على رؤية الأوجونيا (الأعضاء التناسلية الأنثوية) والأنثريديا (الأعضاء التناسلية الذكرية) في داخل الحوافظ التناسلية، لكنه فسرها على أنها بذور. يوهان هيدويغ (1730-1799) قدم مزيدا من الأدلة على العملية الجنسية في الطحالب، كما قام بشرح الاقتران في السبيروجيرا في عام 1797. كما قام بشرح الكارا (من الكاريات) وحدد الأنثريديا والأوجونيا كأعضاء تناسلية ذكرية وأنثوية.
خلال القرن الثامن عشر كانت هناك عاصفة من الجدل حول ما إذا كانت الطحالب المرجانية نباتات أم حيوانات. حتى منتصف القرن الثامن عشر كانت الطحالب المرجانية (والمرجان الحيواني) تعامل معاملة النباتات. بحلول عام 1768 كثير منها، ولكن ليس جميعها، كانت تعتبر حيوانات. خمس سنوات لاحقا، استنتج هارفي إلى أنها كانت بالتأكيد مواد نباتية وأشار إلى: «مسألة الطبيعة الخضرية للطحالب المرجانية، والتي تعتبر الميلوبيسيا جزءا منها، يمكن الآن اعتبارها أخيرا محلولة بواسطة أبحاث كوتزينغ وفيليبي وديساسين».
وصف علمي مقبول للأنواع لأعشاب بحرية من جنوب افريقيا لأغراض تصنيفية هي Ecklonia maxima، والتي نشرت في عام 1757 بكونها Focus maximus.
بدأت معرفة طحالب أمريكا الشمالية بالمحيط الهادئ بحملة القبطان جورج فانكوفر بين عامي 1791 - 1795.
أرشيبالد منزيس (1754-1842) كان عالم النبات الذي تم تعيينه على الحملة بقيادة القبطان جورج فانكوفر في السفن ديسكفري و تشاتام من 1791-1795 إلى ساحل المحيط الهادئ في أمريكا الشمالية وجنوب غرب أستراليا. الطحالب التي تم جمعها من قبل مينزيس تم تمريرها إلى داوسون تيرنر (1775-1858) الذي قام بوصفهم وشرحهم في عمل من أربع مجلدات والذي تم نشره في 1808-1819. ومع ذلك فإن تيرنر أشار فقط إلى  الأصنوفات أثناء إشارته إلى فوقس; إما مينزيس جمع عدد قليل جدا أو أعطى فقط القليل إلى تيرنر. ثلاثة من هذه الأنواع التي وصفها تيرنر أصبحت في وقت لاحق أنواعا جديدة من  الأجناس   تلقى تيرنر أيضا النباتات من روبرت براون (1773-1858) عالم النبات الذي رافق الكابتن ماثيو فلندرز على متن سفينة انفستيجاتور (1801-1805). هذه المجموعة شملت أيضا العديد من النباتات من أستراليا.
الصحوة الحقيقية في الاهتمام بدراسة الطحالب الأمريكية نتجت عن زيارة هنري وليام هارفي في 1849-1850 عندما زار مناطق من فلوريدا إلى نوفا سكوشا وأنتج ثلاثة مجلدات تحت اسم Nereis Boreali Americana. هذه المجلدات أعطت حافزا للآخرين لدراسة الطحالب.
أول جامع للطحالب البحرية في مياه  جرينلاند كان ج.م.فيل الذي عاش في جرينلاند من عام 1828 إلى 1836. أنواع شرق جرينلاند التي جمعها فيل لم يتم تسجيلها حتى عام 1893 عندما وضعهم روزينفينج جنبا إلى جنب مع الأنواع التي جمعها هو من قبل. ف.ر.كيلمان لم يسجل سوى 12 نوعا من شرق غرينلاند 4 منها مشكوك فيها، كل هذه السجلات مبنية على أساس قائمة زيلر.

## بداية القرن التاسع عشر
كان  كارل ادولف أغارد أحد أبرز علماء الطحالب على الإطلاق، ولد في السويد في 23 كانون الثاني / يناير 1785 وتوفي في 28 كانون الثاني / يناير عام 1859. كان أستاذ علم النبات في جامعة لوند وفي وقت لاحق كان  أسقف أبرشية كارلشتاد. العديد من الأنواع لا تزال تحمل اسمه كمؤسس لاسمها العلمي. سافر على نطاق واسع في أوروبا حيث زار ألمانيا،  بولندا،  الدنمارك،  هولندا،  بلجيكا، فرنسا وإيطاليا وكان أول من قام بالتأكيد على أهمية الصفات التناسلية في الطحالب واستخدامها للتمييز بين الأجناس والعائلات المختلفة. ابنه يعقوب جورج أغارد (1813-1901)، والذي أصبح أستاذ علم النبات في جامعة  لوند في عام 1839 قام بدراسة عن تاريخ حياة الطحالب، واصفا العديد من الأجناس والأنواع الجديدة. حيث كان العديد من العمال يرسلون إليه العينات للفحص كتأكيد أو كتبرع ومساهمة. بسبب هذا فإن المعشبات في لوند هي أهم  معشبات الطحالب في العالم.
أول السجلات عن الطحالب من جزر فارو كانت بواسطة  يورغن لاندت في كتابه من عام 1800 حيث ذكر حوالي 30 نوعا. وبعد هذا هانز كريستيان لينجباي الذي زار جزر فارو في عام 1817 ونشرت أعماله في عام 1819. بعد هذا وصف عدة أجناس وأنواع جديدة حيث قام بإدراج نحو 100 من الأنواع الجديدة. اميل روسترب الذي زار جزر فارو في عام 1867 أدرج عشرة أنواع جديدة وإجمالي ما يقرب من 100 نوع. في عام 1895، هيرمان جي سيمونز ذكر 125 نوعا. في تلك السنة بدأ ف. بورجسين (1866-1956) العمل ونشر أعماله في عام 1902.[بحاجة لمصدر]
جان فنسنت فيليكس (1779-1825) كان أول من قسم الطحالب إلى مجموعات على أساس اللون في عام 1813. في هذا الوقت كل الطحالب المرجانية كانت تعتبر حيوانات، إلا أن ر.فيلبي وفي عام 1837 نشر ورقته التي وضحت أخيرا بأن الطحالب المرجانية ليست حيوانات واقترح أسماء الجنس Lithophyllum وLithothamnion .
طحالب المياه العذبة عادة ما يتم التعامل معها بشكل منفصل عن الطحالب البحرية وقد تعتبر في وضع غير صحيح في علم الطحالب. لويس ستون ديلوين (1778-1855) وفي عام 1809 قام بأولى المحاولات لتجميع كل ما كان معروفا في ذلك الوقت عن طحالب المياه العذبة البريطانية.
عينات آن. بول (1808-1872) تم العثور عليها في كل من  معشبة حدائق أيرلندا الوطنية، دبلن  ومتحف ألستر (BEL). آن. بول كان عالم طحالب أيرلندي والذي اتفق مه و. هارفي والذي نشرت سجلاته في Phycologia Britannica. العينات من دبلن لا تحتوي على عناصر غريبة أو نادرة. إلا أنها وعلى الرغم من ذلك تم توثيقها جيدا.

## وليام هارفي
وليام هنري هارفي (1811-1866), حارس المعشبات و أستاذ في علم النبات في كلية الثالوث في دبلن، كان واحدا من أبرز علماء الطحالب في وقته. وبالإضافة إلى  ايرلندا فقد زار جنوب أفريقيا والساحل الأطلسي من أمريكا مع فلوريدا كيز على الساحل الشرقي من أمريكا الشمالية وأستراليا (1854-1856). بين عام 1853 و 1856 زار سيريلانكا، أستراليا ونيوزيلندا وأجزاء مختلفة من جنوب المحيط الهادئ. مجموعته في أستراليا أدت إلى واحدة من أكثر مجموعات توسعا من النباتات البحرية والتي ألهمت الآخرين. نشر كتابه Nereis Australis أو طحالب المحيط الجنوبي في 1847-1849 وفي 1846نشر Phycologia Britannica. كتابه Nereis Boreali Americana نشر في ثلاثة أجزاء (1852-1858) وكان هذا أول -و لا يزال- كتاب عن طحالب أمريكا الشمالية البحرية  (1976) كما أنه يشمل الأصناف من ساحل المحيط الهادئ.  كتابه ذو الخمس مجلدات Phycologia Australica نشر في عام 1858 إلى عام 1863. هذه المجلدات لا تزال حتى يومنا هذا من أهم المراجع عن الطحالب الأسترالية. المعشبات الأولية الخاصة به موجودة في كلية الثالوث في دبلن (TCD). ومع ذلك فإن مجموعات كبيرة من أعمال هارفي يمكن العثور عليها في متحف ألستر (BEL); جامعة سانت اندروز (STA) وفي معشبة فيكتوريا الوطنية (MEL)، ملبورن، أستراليا. العديد من هواة الجمع من هذه الفترة قاموا بإرسال وتبادل عينات بحرية واحدة تلو الأخرى، ونتيجة لذلك فقد احتوت كتب هارفي على معرفة ضخمة عن توزيع الطحالب في أي مكان آخر في العالم. كتابه Phycologia Britannica أو الطحالب البريطانية يضع قوائم الأنواع المسجلة والتي تم جمعها من مختلف أنحاء الجزر البريطانية. على سبيل المثال، فقد لاحظ وليام طومسون (1805-1852), وليام مكالا (ج.1814-1849), جون تمبلتون (1766-1825). لاندنزبرو (1779-1854) الذين جمعوا -كما فعل هو- من المواقع المميزة في أيرلندا. المجموعات الخاصة بعلماء النبات هؤلاء، وغيرها الكثير، ممثلة بشكل منفصل على شكل مجموعات في متحف ألستر (BEL).
السير وليام جاكسون هوكر (1785-1865) كان صديقا لمدى الحياة لهارفي، وقد تم تعيينه أستاذ علم النبات في جامعة غلاسكو في عام 1820 وأصبح المدير في كيو 1841-1865. هوكر تعرف على موهبة هارفي وقدم له الكتب وشجعه كما دعاه لكتابة قسم عن الطحالب في بريطانيا بالإضافة إلى الكتابة عن الطحالب والنباتات في رحلة كابتن بيشي. مارغريت جاتي (1809-1873)  (مؤلف كتاب الأعشاب البحرية البريطانية، 1863)، وغيرهم، اتفقوا على موهبة هنري وليام هارفي.

## أواخر القرن التاسع عشر
الكثير من العمل تم القيام به في هذه الفترة من قبل العديد من العمال والعديد من العينات أصبحت قيمة جدا. عينات هارفي يمكن العثور عليها على الأقل في عدة معشبات فضلا عن غيره من علماء الطحالب والذين توجد أسماؤهم في المنشورات التاريخية.
في نفس الفترة فريدريش توجوت كوتزينغ (1807-1893) في ألمانيا وصف أجناسا جديدة أكثر من أي شخص سواء قبله أو بعده. مؤلفاته شملت الفترة من عام 1841 إلى عام 1869 وأضاف ماديا على معرفة طحالب المياه الباردة من بحار القطب الشمالي. بعض العينات الخاصة به تم تخزينها في معشبة متحف ألستر (BEL). في عام 1883 فرانس راينولد، أستاذ علم النبات في جامعة أوبسالا، نشر كتاب  الطحالب من بحر القطب الشمالي. حيث قام بتقسيم «بحر القطب الشمالي» إلى مناطق مختلفة تحيط بالقطب الشمالي. المزيد من البحوث على الطحالب البحرية حول العالم شملت: تشارلز لويس أندرسون (1827-1910) الذي تعاون مع وليام جيلسون فارلو ومع البروفيسور دانيال كادي إيتون لإنتاج أول عينة مجففة من طحالب أمريكا الشمالية. إدوارد موريل هولمز (1843-1930) خبير في الأعشاب البحرية و الطحالب و الأشنات، والذي تم إرسال العينات إليه من جميع أنحاء الجزر البريطانية، وكذلك من النرويج،  السويد، فلوريدا،  تسمانيا، فرنسا،  رأس الرجاء الصالح،  سيريلانكا وأستراليا. كما تبادل العينات مع غيره من علماء النبات. ويوجد بعض هذه العينات في معشبة متحف ألستر (BEL).
جورج كليفتون (1823-1913) عالم الطحالب الأسترالي المذكورة في مذكرات  هارفي، كمدير شرطة المياه في مدينة بيرث غرب أستراليا أرسل عينات من الطحالب إلى هارفي. في هذه السنوات كانت هناك العديد من العاملين في هذا المجال: و.ج.فارلو، المذكور أعلاه، الذي تم تعيينه في عام 1879 أستاذ علم نبات المعشبات في جامعة هارفارد (الولايات المتحدة الأمريكية) في عام 1879 والذي قام بنشر كتاب  الطحالب البحرية الجديدة في إنجلترا والسواحل المجاورة. في عام 1876 جون إرهارد أريشونغ أستاذ علم النبات السويدي في جامعة أوبسالا والذي ذكر بعض الطحالب البنية التي تم جمعها في كاليفورنيا من قبل غوستافوس أ. ايسن. جورج تريل (1836-1897) كان كاتبا في شركة ستاندرد لايف في ادنبره حيث كان يعمل ساعات طويلة، ومع ذلك فقد كان واحدا من أعظم علماء الطحالب في اسكتلندا. على الرغم من حالته الصحية السيئة إلا أنه كان جامعا لا يعرف الكلل. في عام 1892 قدم مجموعته إلى معشبة الحدائق النباتية في ادنبره.
مايكل هيجيلوند فوسيل (1855-1905) نشر 69 ورقة بحثية بين عامي 1887-1909. خلال هذا الوقت قام بزيادة عدد الأنواع والأشكال (من الطحالب البحرية) من 175 إلى 650. بعد وفاته مجموعة العينات الخاصة به تم شراؤها من قبل متحف الملكية النرويجية للعلوم والآداب كما أن هناك مجموعة صغيرة خاصة به في متحف معشبة ألستر: (المجموعة رقم 42) بعنوان: الطحالب النرويجية. ف.هيدريش أيضا وصف 84 صنفا وكان عدوا مريرا لفوسيل. مما ترك تركة معقدة من العداوة والمشاكل الغير محلولة.
لم تظهر الطبيعة الحقيقية الأشنات إلا في القرن التاسع عشر -أن الكائنات الحية تتكون من طحالب وفطريات في تجمع معين- حين وضح ذلك شفيندينر في عام 1867. هذا أزال مصدر من مصادر الارتباك في المورفولوجيا وعلم التصنيف. كان في هذه الفترة (عام 1859) حين نشر  تشارلز داروين (1809-1882) كتابه عن التطور: أصل الأنواع عن طريق الانتقاء الطبيعي....

## القرن العشرون
في عام 1895 بدأ بورجسين دراسته عن جزر فارو ونشرت أعماله في عام 1902.[بحاجة لمصدر] في وقت لاحق بين عامي 1920 وعام 1936 نشر أبحاثه عن الطحالب من جزر الكناري.
في 1935 و1945 فيليكس يوجين فريتش (1879-1954) نشر في مجلدين بحثه: هيكل وتكاثر الطحالب. هذه المجلدين يفصلان تقريبا كل ما كان معروفا عن هيكل وتكاثر الطحالب. إلا أن المعارف عن الطحالب ازدادت بشكل كبير منذ ذلك الحين مما يجعله من المستحيل أن تكون هذه المجلدات حديثة. ومع ذلك، كثيرا ما يشار إليها حتى الوقت الحاضر. غيرها من الأعمال القيمة المنشورة في الخمسينيات تشمل علم نبات المعشبات  بواسطة جيلبرت مورغان سميث (1885-1959)، مجلد الطحالب (رقم.1) والذي نشر في عام 1955. في العام التالي (عام 1956)، كتاب Die Gattungen der Rhodophyceen بواسطة يوهان هارالد كيلين (1879-1949) والذي نشر بعد وفاته. علماء الطحالب الآخرين  الذين ساهموا بشكل كبير في المعرفة عن الطحالب يشملون: إلمر ييل داوسون (1918-1966) الذي نشر أكثر من 60 بحثا عن طحالب أمريكا الشمالية وبحار المحيط الهادئ.

## تطور الوعي العام
عدد الكتب المنشورة في منتصف إلى أواخر القرن التاسع عشر يدل على مدى تقدم الاهتمام بالعالم الطبيعي. كتبت العديد من الكتب عن الطحالب بواسطة: إيزابيلا جيفورد (1853)  عالمة النبات البحري...بعض من العينات الخاصة بها موجودة في متحف ألستر (ج.1779-1854) التاريخ المشهور لأعشاب بريطانيا البحرية... الطبعة الثالثة نشرت في عام 1857; لويزا لين كلارك (ج.1812-1883) الأعشاب البحرية المشتركة لساحل بريطانيا وجزر القنال..  في عام 1865؛ س.و.جراي (1828-1902) نشر كتابه أعشاب بريطانيا البحرية... والذي نشر في عام 1867وأيضا و.جراتان وكتابه طحالب بريطانيا البحرية  والذي نشر عام 1874. هذه الكتب كانت موجهة لعامة الناس.
في عام 1902 إدوارد آرثر ليونيل (1860-1907) نشر «فهرس الطحالب البحرية البريطانية.». في هذا الكتاب سجلات مفصلة عن الطحالب الموجودة على شواطئ الجزر البريطانية مع المحليات. وكانت هذه هي بداية نهج جديد، يجمع بين السجلات، المفاتيح المفصلة، القوائم والمخططات.
هذه العملية تسارعت في القرن العشرين. ليلي نيوتن (1893-1981) أستاذ في علم النبات في جامعة ويلز، ابيريستويث وأستاذ فخري في عام 1931 كتب: دليل الأعشاب البحرية البريطانية. كان هذا هو الكتاب الأول، ولبعض الوقت الكتاب الوحيد للتعرف على الأعشاب البحرية في الجزر البريطانية باستخدام مفتاح نباتي. في عام 1962 نشر إفيون جونز: مفتاح أجناس الأعشاب البحرية البريطانية. كان هذا كتيب صغير يوفر مصدرا قيما في فترة ما قبل السلسلة القيمة: الأعشاب البحرية من الجزر البريطانية والتي أنتجها المتحف البريطاني (للتاريخ الطبيعي) أو متحف التاريخ الطبيعي.
تقدمت البحوث بسرعة كبيرة إلى أن ظهرت الحاجة إلى قائمة محدثة.   ماري بارك (1902-1981) الذي كان عضوا مؤسسا لمجتمع بريطانيا لعلم الطحالب، قام بإنتاج مرجع أولي للطحالب البحرية البريطانية في عام 1953، التصحيحات والإضافات لهذا العمل نشرت في عام 1956، 1957 و 1959. في عام 1964 م. بارك وبيتر ستانلي ديكسون (1929-1993) نشرا قائمة منقحة قائمة ومحدثة، التنقيح الثاني لهذه القائمة تم إنتاجه في عام 1968، والتنقيح الثالث في عام 1976. تمت إضافة التوزيع إلى القائمة في عام 1986 مع ج.ر.ساوث وإ.تيتلي وكتابهم: مؤشر المرجعية والتوزيع للطحالب البحرية في شمال المحيط الأطلسي. في عام 2003 تم نشر كتاب  قائمة وأطلس الأعشاب البحرية في بريطانيا وأيرلندا بواسطة غافن هاردي ومايكل جويري مع الطبعة المنقحة في عام 2006. هذا يدل على مدى سرعة تقدم المعرفة عن الطحالب، على الأقل في الجزر البريطانية. الجهود الأولى بذلت بواسطة علماء الأحياء المهتمين والناس القادرين على تحديد الطحالب، وهذا تطلب كتبا تستخدم الاسم العلمي للنباتات. تم تطوير المفاتيح النباتية لتحديد النباتات، تلاها تطوير القوائم. بظهور المزيد من المعلومات من قبل العمال المهتمين وبعض المتطوعين، تحسنت القوائم وفي نهاية المطاف تم تجميع كل هذه المعلومات في رسم تخطيطي. نفس نمط المعرفة تم تقديمه مع الطيور والثدييات والنباتات المزهرة، على الرغم من أن اختلاف الأوقات والحجم والمعرفة في أجزاء أخرى من العالم حيث لم تتطور بنفس هذه الدرجة.

### الأرقام والقوائم
مع جمع السجلات ازدادت الحاجة إلى وضع كل المعلومات المتوفرة معا. تم إنتاج وتحديث القوائم والقوائم المشروحة حتى يصبح العدد الفعلي للأنواع المختلفة أكثر دقة. في البداية كان هذا محليا تماما. إلا أن ثريلكيلد في عام 1726 قام بأول محاولة لحصر الطحالب الأيرلندية وفي عام 1802 نشر وليام تاي كتابه «النباتات البحرية الملاحظة في مقاطعة وكسفورد» والذي شمل 58 نوعا بحريا ونوعين من المياه العذبة.في عام 1804 نشر ويد كتاب Hibernia Inventae والذي ذكر فيه 51 نوع من الأنواع البحرية و4 أنواع من أنواع طحالب المياه العذبة. في شمال أيرلندا كان كل من جون تمبلتون ووليام طومسون يعملون على النشر عن الطحالب في أيرلندا. في عام 1836 نشر ماكاي  Flora Hibernica  والذي شمل 296 نوع. آدامز وفي ملخصه في عام 1908، قام بإدراج مجموعه من الأنواع البحرية تصل إلى 843 نوع.
في قوائم أكثر محلية سرد آدمز (1907) الأنواع من مقاطعة أنتريم  حيث لاحظ 747 نوع وأدرجهم «قائمة باتر» حيث سجل 211 نوعا من ساحل أنتريم. في عام 1907 قام باتر بنشر قائمة من الطحالب البحرية من جزيرة لامباي (مقاطعة دبلن). في عام 1960 تم أيضا نشر قائمة أولية من الطحالب البحرية من ساحل غالاوي.
على الصعيد الدولي هناك أكثر من 3000 نوع من الطحالب في أستراليا.

### التحديد
مع تحول دراسة وتحديد الأنواع المختلفة لتصبح أكثر اتساعا أصبح من الواضح أن التحديد لم يكن سهلا على الإطلاق. كتاب هارفي 1846-51 Phycologia Britannica جنبا إلى جنب مع غيره من المنشورات لم يقدم أي جهد لتوفير «مفاتيح» للمساعدة في تحديد الهوية. في عام 1931كتيب نيوتن  والذي أعطى المفتاح الأول للمساعدة في تحديد الطحالب من الجزر البريطانية وفي نفس العام نايت وبارك قدما مفتاحا في عملهم "Manx algae."  أيفيون جونز في عام 1962 كتب مفتاحا لأجناس الأعشاب البحرية البريطانية. سرعان ما تتبعهم الآخرون: ديكنسون كتب كتابا بعنوان الأعشاب البحرية البريطانية. آدي (1973) أيضا أعطى مفاتيح تحديد شعبة الطحالب من الجزر البريطانية. آبوت وهولنبيرغ في عام 1976 قاما بنشر مفاتيح لتحديد طحالب كاليفورنيا.

## تطور تصنيف الطحالب
نظام لينيوس الجنسي (1754)  والذي قام فيه بتصنيف النباتات حسب عدد أسدية الكرابل في الزهور، على الرغم من كونه صناعيا كليا كان من المفيد في هذا النباتات المكتشفة حديثا والتي يمكن تركيبها بين تلك المعروفة بالفعل. حيث قام بتقسيم المملكة النباتية إلى 25 فصل أحدها كريبتوجاميا — وهي نباتات مع «أعضاء تناسلية مخفية» (انظر أعلاه). لينيوس قبل 14 جنسا من الطحالب منها أربعة فقط، (الكونيرفا، خس البحر، الفوقس و الكارا) تحتوي على كائنات حية تعتبر حاليا طحالب.[بحاجة لمصدر] نتيجة للزيادة الكبيرة في عدد الأنواع زادت أهمية نظام لينيوس وتم تقديره حتى أنه خلال القرن الثامن عشر وأوائل القرن التاسع عشر تم وصف أجناسا جديدة. ج.لامورو كان أول من صنف الطحالب إلى مجموعات بناء على اللون على الرغم من أن هذه الطريقة لم يتم استخدامها من قبل علماء النبات الآخرين، وكان هارفي في 1836 هو من قسم الطحالب إلى أربعة أقسام رئيسية فقط بناء على أصباغهم: Rhodospermae (الطحالب الحمراء)، Melanospermae (الطحالب البنية)، Chlorospermae (الطحالب الخضراء)، Diatomaceae (طحالب ديكسون).
في الآونة الأخيرة (1990) تم التوصية بالعمل تحت اسم مملكة: الطلائعيات،  إلا أن ذلك لم يتم قبوله بواسطة العديد من المؤلفين.